# Christmas in Bethlehem
Christmas in Bethlehem è un album in studio natalizio della cantante svedese Carola Häggkvist, pubblicato nel 2009.

## Tracce
1. Heaven in my Arms (Himlen i min famn)
2. Hark, the Herald Angels Sing (con Aygun Beyler & Mahsa Vahdat)
3. Silent Night ("Stille Nacht, helige nacht") (con Hans-Erik Husby)
4. Find My Way to Betlehem
5. Poor, Little Jesus (con Gladys del Pilar)
6. O Holy Night ("Cantique de Noël") (con Paul Potts)
7. From Heaven High
8. Good Christian Men, Rejoice
9. The Little Drummer Boy (con Blues)
10. O Sanctissima
11. Heaven Turned out to be a Child (con Linda Lampenius & Julian Erlandsson)
12. O Little Town of Bethlehem
13. Go Tell It on the Mountain
14. This Very Night the World will Change (I denna natt blir världen ny)
15. O Come All Ye Faithful (Adeste Fideles)